# Асиновское городское поселение
Асиновское городско́е поселе́ние — муниципальное образование в Асиновском районе Томской области Российской Федерации.
Административный центр — город Асино.
Территория Асиновского городского поселения составляет 11 655 га. В составе поселения имеется один населённый пункт — город Асино, который занимает 8985 га или 77 % территории поселения.

## История
Статус и границы городского поселения установлены Законом Томской области от 9 сентября 2004 года № 193-ОЗ «О наделении статусом муниципального района, поселения (городского, сельского) и установлении границ муниципальных образований на территории Асиновского района»

## Население
| 2002    | 2008    | 2009    | 2010    | 2011    | 2012    | 2013    |
| ------- | ------- | ------- | ------- | ------- | ------- | ------- |
| 28 068  | ↘27 200 | ↘27 093 | ↘25 618 | ↘25 570 | ↘25 051 | ↘24 837 |
| 2014    | 2015    | 2016    | 2017    | 2018    | 2019    | 2020    |
| ↘24 640 | ↘24 615 | ↘24 586 | ↘24 539 | ↘24 351 | ↘24 141 | ↗24 346 |
| 2021    |         |         |         |         |         |         |
| ↗24 913 |         |         |         |         |         |         |

## Состав городского поселения
| № | Населённый пункт | Тип населённого пункта        | Население |
| - | ---------------- | ----------------------------- | --------- |
| 1 | Асино            | город, административный центр | ↗24 913   |

В настоящее время в границы города Асино входят посёлки Причулымский, Вознесенка, Воскресенка, Рейд